# Hostalric
Hostalric település Spanyolországban, Girona tartományban. Hostalric Sant Feliu de Buixalleu, Massanes és Fogars de la Selva községekkel határos. Lakosainak száma 4446 fő (2024).

## Népesség
A település népessége az elmúlt években az alábbi módon változott:
| Lakosok száma | 228  | 1288 | 1195 | 1304 | 2685 | 3247 | 3994 | 4010 | 4221 | 4446 |
|               | 1717 | 1887 | 1936 | 1960 | 1986 | 2004 | 2009 | 2014 | 2019 | 2024 |